# SN 2005fg
SN 2005fg – supernowa typu Ia odkryta 10 września 2005 roku w galaktyce A223604-0022. W momencie odkrycia miała maksymalną jasność 21,80m.